# Funfun工房
『funfun工房』（ファンファンファクトリー）は、渡辺祥智による少女漫画。略称は「fff」、「ファンファン」。
2000年10月号から2002年12月号に「LaLa」（白泉社）で連載されていた。全4巻。なお、『工房』は“アトリエ（Atelier）”、『ファクトリー（Factory）』は“工場”である。ちなみにキャラクターや舞台となる喫茶店にはモデルが存在する。

## ストーリー
望月みちるは、16歳の誕生日に友人の千夜に誘われ、喫茶店“funfun工房”を訪れる。誕生日のお祝いに食べたスペシャルメニュー『とってもマジカルパフェ 副題：魔女ベリーの誘惑と和三盆ケーキの逆襲』のせいで、とんでもない呪いに掛かってしまう。そして他にも、funfun工房のチーフ・香坂苑央のイタズラにより同じくパフェを食べてしまった10人の男たちに掛けられた呪いを解くため、みちるは“魔女と猫王子”の争いに巻き込まれていく…。

### 魔女の呪い
みちるには“魔女マルベリー”が取り憑き、10人の男たちには“10人の星の従者”が個々として宿る。みちる、従者たちには個々に呪いが掛けられ、呪いの魔法が発動するにはいくつかの条件が必要になる。まず、みちると従者が近距離間にいること。そしてその条件下でみちるが『呪いソング』を口ずさむこと。条件を満たすと、従者の額に星型の光が当たり、魔法が発動する。その歌とは「♪ぴりっとぱれっと・ぽぽれはぷかろん…」というもの。みちるは、ある日偶然通りかかった“funfun工房”の前で苑央が不思議な歌を口ずさんでいるのを聴いてしまい、以来頭から離れなくなってしまったことが災厄の元凶となってしまう。

## 登場人物
望月 みちる（もちづき みちる）
主人公。母と2人暮らしだが母はいつも仕事で家におらず、実際は1人暮らし。炯陽高校に通う女子高生。平凡な日常にやや退屈していた、そんな時、誕生日に友人の千夜に誘われ入った喫茶店“funfun工房”のスペシャルメニュー『とってもマジカルパフェ 副題：魔女ベリーの誘惑と和三盆ケーキの逆襲』を食べたことにより、魔女マルベリーに取り憑かれてしまう。10人の従者たちと共に呪いを解くため、様々な災厄に巻き込まれていくことに。誕生日：9月19日
香坂 苑央（こうさか そのお）
喫茶店“funfun工房”のチーフ。「カッコイイ店員がいる喫茶店」として噂になるほど端整な顔立ちをしているが、非常にイタズラ好きでつかみ所のない、風変わりな性格で、「魔界」から取り寄せた食材で作ったメニューを、店に来た客たちに食べさては何かが起こるのを楽しんでいる。錬金術師だった祖父から受け継いだ魔導書に書かれていた呪いのレシピで作ったデザートを、みちる達に偶然（？）食べさせてしまう。イギリス人とのクォーター。
竹河 千夜（たけかわ ちや）
みちるの友達。外見・内面ともに和風で、“funfun工房”に入っても生クリームやチョコレートといった洋菓子を避け、自分だけ抹茶白玉やようかんを食べる。女王様タイプで、いつもみちるを引っ張っている。誕生日：5月4日
三枝 貴清（さえぐさ たかきよ）
“funfun工房”のアルバイト店員。ある意味で彼が一番、苑央のペースに振り回されている。
魔女マルベリー（マーリー）
みちるに宿ったイタズラ好きな魔女。苑央の作った例のパフェに乗っていた“魔女ベリー”に宿っていた。それを食べたみちるに取り憑き、従者たちに呪いを掛ける。最初は少女のような姿をしているが、魔力の増加と共にその姿は成長していく。自らの過去に決着を着けることを目的とし、王子ピスターシュに挑む。
王子ピスターシュ
猫耳に少年のような姿をした“魔界の王子”。魔女マルベリーと同様に魔力の増加により姿が成長する。マルベリーとはライバルの仲。魔力ではマルベリーを超える。10人の“星の従者”たちの真の主。苑央は、王子が宿る“プリンスメロン”を自ら食べたため、苑央には王子が取り憑いている。
塚本 京平（つかもと きょうへい）
左京と右京の兄。通称「キョウ兄」。仕事で海外へ行っていたが突然帰ってくる。弟たちとは年が離れており、学歴主義のエリートで、左京たち弟にも昔からそれを強いてきた。
コウサカ ハナエ（漢字不明）
“funfun工房”店長。苑央とはメールでやりとりをする。本編中には名前だけで、その姿は登場しない。

### 10人の星の従者
みちるがパフェを食べたのと同じ日に、従者が宿る“星ブドウ”入りの『呪い・DE・アラモード』を食べたことにより、魔女の呪いに掛けられ、災厄をもたらされることになった男たち。
塚本 左京（つかもと さきょう）
右京の兄。炯陽高校1年、みちるの同級生。逆毛立った黒髪の、背の低い少年。楽天的かつ能天気な性格。大の甘党で、自分だけが頼んだパフェを甘いものが苦手な弟に、無理やり食べさせてしまったことから、2人とも魔女の呪いに掛かってしまう。常に笑顔で明るいが、ふとした瞬間にとても寂しげな表情をすることも。魔女の姿が見える。【呪】全身が甘くなり、体から香ばしい匂いがする。誕生日：4月8日
塚本 右京（つかもと うきょう）
左京の弟。金茶の短髪。礼儀正しく真面目な中学生。いつもそそっかしい兄を冷静になだめることもしばしば。左京のことを「さきょ兄」と呼ぶ。【呪】甘いモノが苦手なのに甘味中毒。
折原 栄（おりはら さかえ）
炯陽高校2年、みちるの先輩。長い黒髪の少年。神社の息子で霊感が強く、魔女が見える。冷静でミステリアス、あまり笑わない。【呪】ホウキで飛べるようになる。
永倉 久遠（ながくら くおん）
炯陽高校2年、みちるの先輩。クセづいた金茶髪。中学の頃両親を亡くし、以来わけあって青司と共に暮らしている。女の子のように華奢で可愛らしい容姿をしており、高校1年の時に間違って「炯陽女王（けいようクイーン）」にノミネートされていたことも。【呪】甘いモノを食べると見かけに似合わず怪力に。制限時間3分。
神代 青司（かみしろ せいじ）
ファッションブランド『CYNTHIA（シンシア）』の社長。メガネにオレンジ髪。久遠とは兄弟というわけではないが共に暮らしており、周囲には無愛想でそっけないものの、久遠のこととなるとやたら優しい。自分のブランドの服を久遠に着せる。【呪】一時的に、自分に宿る星の従者“ウォルナッツ”の姿になってしまう。
今泉 心（いまいずみ しん）
インディーズバンド『Parrakeet（パラキート）』のヴォーカリスト“SIN”。逆毛立った金髪。場所や状況を選ばず突然眠り出してしまうという病気を持ち（過眠症あるいはナルコレプシーの一種に診られる）、律也を含めバンド仲間を困惑させている。しかしいざライブとなると直前まで眠っていたとしても、まるで人が変わったようにバンドマンの顔になる。魔女の姿が見える。【呪】みちると従者以外の人間がカボチャに見える。従者は猫耳が付いた姿で見える。
鈴木 律也（すずき りつや）
インディーズバンド『Parrakeet（パラキート）』のギタリスト。シンのお守り役。黒髪センターパーツの長髪。呪いのせいで、左京に近づくとクシャミが止まらない。【呪】甘いものに近づくとクシャミが止まらなくなる。
垂水 純一（たるみ じゅんいち）
喫茶店“funfun工房”のアルバイト店員。無口で無表情。自らの呪いにより、バイト仲間である三枝の作ったアメ細工に触れ消してしまうこともしばしば。黒髪短髪。【呪】手に触れた甘いモノを消してしまう。
吉原 和臣（よしわら かずや）
炯陽高校1年、みちるの同級生。左京の友人。左京には「カズ」と呼ばれている。ずっと陸上をしていた陸上少年だが、わけあって今はやめている。右京と同じく甘いモノが好きでないにもかかわらず、左京に無理やりパフェを食わされてしまったことで呪いに掛けられる。【呪】垂水の消した甘いモノが降ってくる。
杏堂 生弥（あんどう いくみ）
炯陽高校3年。みちるの先輩。金髪の長髪。「弥生（やよい）」という小学生の妹がおり、大変可愛がっている。【呪】『呪いソング』を聴くと体が子供になってしまう。甘いモノを食べると元に戻る。

## 『みらくる☆ぱれっと』
子供たちに人気のあるTVアニメ。みちるは、“呪いソング”が何故かこのアニメと関係があることを知る。
このアニメのオープニングテーマ、魔法の呪文として『♪ぴりっとぱれっとぽぽれはぷかろん ぴかっとぽけっとぺぺれほぱけらん♪』というフレーズがある。
主人公の魔法少女・ぱれっととその仲間ガッシュたちが“ぷりずむ様”を探す旅に出る、ファンタジック・アドベンチャー。

## 『funfun工房』のモデル
- 『funfun工房』の各キャラにはモデルがいる。しかし有名人などではなく大半が「電車で向かい側に座ったお兄さん」などであり、中でもインパクトがあったという永倉久遠のモデルとなった人は、本当に細くて可愛らしい男性だったという。『funfun工房』のキャラのネーミングは、電話帳や表札などから採られた [1]。
- 『funfun工房』に出てくる店は喫茶店だが、モデルは近所のサンドイッチ屋とラーメン屋である。特にモデルとなったラーメン屋にはあの狭い空間にカッコイイ男性店員ばかり4人という異様な光景が、インスピレーションの基となった。一方サンドイッチ屋は内装のモデルとなった [1]。